# 德川笃敬

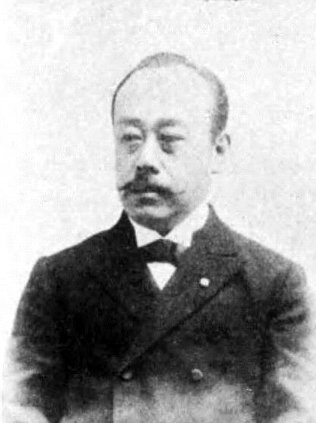
德川篤敬

德川篤敬（1855年11月9日—1898年7月12日），日本華族、政治人物與軍人，水戶德川家第12代當主，並獲爵位侯爵。妻子是松平賴聰的長女松平總子，有子女德川圀順、德川宗敬、德川敬子（松浦陞室），諡号定公。

## 生平
安政二年（1855年），篤敬出生，是水戶藩第10代藩主德川慶篤與水谷清子的長子，後過繼給叔父兼第11代水戶藩藩主德川昭武作養嗣子。
從陸軍士官學校畢業後，於明治十二年（1879年）到法國留學，明治十六年（1883年）因養父隱居而繼承水戶德川家家督位置。明治二十年（1887年）被任命為駐意大利特命全權大使，到明治二十六年（1893年）就任大日本寫真品評會會長。